# Raimundo Carneiro de Sousa Bandeira
Raimundo Carneiro de Sousa Bandeira (Recife, 24 de setembro de 1855 — Rio de Janeiro, 13 de fevereiro de 1929) foi médico e político brasileiro.

## Biografia
Filho de Maria Cândida Lins de Albuquerque e de Antônio Herculano de Sousa Bandeira, formou-se em medicina pela Faculdade de Medicina do Rio de Janeiro, em  1877 com aperfeiçoamento na Europa. Foi médico e diretor do Hospital dos Ingleses, depois Hospital dos Estrangeiros. Foi também professor do Ginásio Pernambucano e um dos fundadores da Associação Médica e Farmacêutica de Pernambuco.
Depois da proclamação da República em 15 de novembro de 1889, foi eleito deputado federal constituinte pelo estado de Pernambuco em setembro de 1890, e assumiu sua cadeira em 15 de novembro de 1891, quando foi instalada a Assembleia Nacional Constituinte no Rio de Janeiro, então Distrito Federal. Promulgada a nova carta constitucional em 24 de fevereiro de 1891, passou a exercer o mandato ordinário até dezembro de 1893, quando se encerrou a legislatura.
Era irmão de Antônio Herculano de Sousa Bandeira Filho (1854-1890), do engenheiro Manuel Carneiro de Sousa Bandeira (1858-1920) e do escritor, jurista e acadêmico João Carneiro de Sousa Bandeira (1865-1917), e tio do poeta Manuel Bandeira (1886-1968).
Foi casado com Helena Vaughan Bandeira (1866-1930), com quem teve cinco filhos, entre os quais, Raimundo Bandeira Vaughan, que também foi deputado federal, e Maria do Carmo Vaughan Bandeira, primeira botânica do Jardim Botânico.
Faleceu aos 73 anos, em sua residência, Rua Gomes Carneiro N.º 34, em Ipanema, em decorrência de infecção renal. Seu corpo foi sepultado no dia seguinte ao de sua morte no Cemitério São João Batista.